# Yitzhak Levy
Yitzhak Levy (Casablanca, Marruecos, 6 de julio de 1947) es un rabino ortodoxo israelí y político que fue miembro de la Knéset por el Mafdal (Partido nacional religioso) y la facción Ahi de la unión nacional entre 1988 y 2009. Además entre 1998 y 2002 fue líder del PNR y también ocupó varias carteras ministeriales.

## Biografía
Levy nació en Casablanca (Marruecos) en 1947, hijo de Daniel-Yitzhak Levy, quién posteriormente sirvió como miembro de la Knéset por el Mafdal. La familia emigró a Israel en 1957. Estudió en la Yeshivá Kerem B'Yavneh y en la Yeshivá Hakotel, donde recibió la ordenación rabínica. Él sirvió como oficial en el ejército israelí, alcanzando el rango de mayor. Fue miembro de la Bnei Akiva y secretario general del movimiento religioso desde 1986 hasta 1995. Fue rabino del colegio talmúdico Bnei Akiva en Kfar Maimon y fue uno de los iniciadores de la creación del barrio judío en Jerusalén y uno de los fundadores del asentamiento israelí de Elon Moreh en Cisjordania.
Fue elegido miembro de la Knéset en 1988 en la lista del Mafdal. Fue miembro del comité de cámara desde 1988 hasta 1996 y de la comisión de trabajo y previsión social desde 1988 hasta 1992. También fue presidente del comité de ética y del bienestar de los niños, así como de la liga parlamentaria de amistad entre Israel y Argentina. Desde 1988 ha sido miembro de la comisión constitución, legislación y justicia.
En junio de 1996 fue nombrado ministro de transporte por el Primer ministro Benjamin Netanyahu. En febrero de 1998, tras la muerte de Zevulun Hammer se convirtió en líder del PNR y desempeñó el cargo de ministro de educación de Israel hasta julio de 1999. También desempeñó el cargo de ministro de asuntos religiosos.
En julio de 1999 fue nombrado ministro de vivienda y construcción. Tras su nombramiento renunció a la Knéset, a fin de permitir que la siguiente persona en la lista del PNR Nahum Langental, entrara en la Knéset. En julio de 2000 tras la Cumbre de Paz de Camp David (2000) renunció al gobierno.
El 2 de noviembre de 2000 su hija de 28 años de edad, Ayelet Hashahar Levy, fue asesinada por un coche bomba palestino en Jerusalén.
En abril de 2002 durante la operación escudo defensivo renunció como líder del programa nacional de reformas para dar paso a Effi Eitam y se convirtió en un ministro sin cartera. Desde septiembre de 2002 hasta febrero de 2003 ocupó el cargo de ministro de turismo. En marzo de 2003 fue nombrado ministro de la oficina del primer ministro. Sin embargo, en junio de 2004 él y Eitam dimitieron en protesta contra el Plan de retirada unilateral israelí. Él y Eitam abandonaron el PNR y fundaron un nuevo partido sionista religioso, Ahí.
En 2006 mostró su rechazó a la WorldPride Jerusalén 2006, diciendo:"Debes saber que este lugar no te quiere".
En diciembre de 2008 Levy anunció que se retiraba de la política.
Levy está casado y tiene cinco hijos, vive en Kfar Maimon.